# نیلاکانتا شارما
نیلاکانتا شارما (انگلیسی: Nilakanta Sharma؛ زادهٔ ۲ مهٔ ۱۹۹۵) بازیکن هاکی روی چمن اهل هند است.